# NWA Brass Knuckles Championship (Amarillo version)
L'NWA Brass Knuckles Championship (Amarillo version) è stato un titolo promosso dalla federazione Western States Sports, un territorio della National Wrestling Alliance attivo principalmente nella zona di Amarillo.
Il titolo fu attivo dal 1962, anno in cui iniziò ad essere difeso, fino al 1981, anno di chiusura della federazione.

## Storia
Il termine brass knuckles (letteralmente: tirapugni di ottone) rappresenta la natura di questo titolo: gli incontri titolati vedevano inizialmente la possibilità per i lottatori di utilizzare dei tirapugni, anche se questa regola fu sostituita in seguito da un più generico incontro senza squalifiche. All'interno dei territori NWA furono promossi, nel corso degli anni, un totale di otto titoli con questo nome.
Nonostante nel territorio del Texas fosse già in circolo una versione del titolo, la Western States Sports, di proprietà di Dory Funk iniziò a promuovere una sua versione del titolo. Le prime informazioni sul titolo risalgono al 1962, ma è possibile che sia stato abbandonato temporaneamente fino al 1964, quando ricominciò ad essere difeso con più regolarità. Il titolo rimase attivo fino al 1981, quando la federazione chiuse.

## Albo d'oro
| Legenda  |                                                                               |
| -------- | ----------------------------------------------------------------------------- |
| #        | Indica il numero del regno titolato                                           |
| Regno    | Viene indicato il numero del regno del campione                               |
| Data     | La data in cui il titolo è stato vinto                                        |
| Località | Indica il luogo in cui il titolo è stato vinto                                |
| Note     | Indica notizie particolari riguardanti i cambi di titolo o altre informazioni |

| #                                 | Campione              | Regno | Data              | Giorni | Località          | Evento     | Note | Fonti |
| --------------------------------- | --------------------- | ----- | ----------------- | ------ | ----------------- | ---------- | --- | ----- |
| 1                                 | Dory Funk             | 1     | 1962              | --     | --                | House show | |       |
| 2                                 | Fritz Von Erich       | 1     | 19 settembre 1962 | --     | Lubbock, Texas    | House show | |       |
| Storia del titolo non documentata |                       |       |                   |        |                   |            | |       |
| 3                                 | The Sheik             | 1     | gennaio 1964      | --     | --                | House show | |       |
| 4                                 | Killer Karl Kox       | 1     | 30 gennaio 1964   | --     | Amarillo, Texas   | House show | |       |
| Storia del titolo non documentata |                       |       |                   |        |                   |            | |       |
| 5                                 | Louie Tillet          | 1     | 24 agosto 1964    | 931    | --                | House show | |       |
| 6                                 | The Lawman            | 1     | 13 marzo 1967     | --     | --                | House show | |       |
| Storia del titolo non documentata |                       |       |                   |        |                   |            | |       |
| 7                                 | The Lawman            | 2     | 28 settembre 1967 | 7      | Amarillo, Texas   | House show | Sconfiggendo Thunderbolt Patterson, ma non è noto se questi fosse campione o se si trattasse di uno spareggio per il titolo vacante.                                                                                             |       |
| 8                                 | Thunderbolt Patterson | 1     | 5 ottobre 1967    | 48     | Amarillo, Texas   | House show | Secondo alcuni quotidiani locali Patterson perse il titolo contro Dr. Blood il 1º novembre 1967, ma la federazione continuò a riconoscerlo come campione.                                                                        |       |
| 9                                 | Dory Funk             | 2     | 22 novembre 1967  | --     | Amarillo, Texas   | House show | |       |
| Storia del titolo non documentata |                       |       |                   |        |                   |            | |       |
| 10                                | Thunderbolt Patterson | 2     | 18 gennaio 1968   | 42     | --                | House show | |       |
| 11                                | Kurt Von Brauner      | 1     | 29 febbraio 1968  | 6      | Amarillo, Texas   | House show | |       |
| 12                                | Dory Funk             | 3     | 6 marzo 1968      | --     | Lubbock, Texas    | House show | |       |
| Storia del titolo non documentata |                       |       |                   |        |                   |            | |       |
| 13                                | Larry Hennig          | 1     | 14 marzo 1968     | 5      | --                | House show | |       |
| 14                                | Dory Funk             | 4     | 19 marzo 1968     | --     | Odessa, Texas     | House show | |       |
| Storia del titolo non documentata |                       |       |                   |        |                   |            | |       |
| 15                                | Kurt Von Brauner      | 2     | maggio 1968       | --     | --                | House show | |       |
| 16                                | Thunderbolt Patterson | 3     | 30 maggio 1968    | 49     | Amarillo, Texas   | House show | |       |
| 17                                | Pat Patterson         | 1     | 18 luglio 1968    | 133    | Amarillo, Texas   | House show | |       |
| 18                                | Dory Funk             | 5     | 28 novembre 1968  | --     | Amarillo, Texas   | House show | |       |
| Storia del titolo non documentata |                       |       |                   |        |                   |            | |       |
| 19                                | The Lawman            | 3     | dicembre 1969     | --     | --                | House show | |       |
| 20                                | Dick Murdoch          | 1     | 1 gennaio 1970    | 29     | Amarillo, Texas   | House show | |       |
| 21                                | The Lawman            | 4     | 30 gennaio 1970   | 56     | Abilene, Texas    | House show | |       |
| —                                 | Vacante               | —     | 27 marzo 1970     | —      | —                 | —          | Il titolo fu reso vacante per motivi non noti. |       |
| Storia del titolo non documentata |                       |       |                   |        |                   |            | |       |
| 22                                | Apache Bull Ramos     | 1     | 12 giugno 1970    | 76     | --                | House show | |       |
| 23                                | Bob Griffin           | 1     | 27 agosto 1970    | 49     | Amarillo, Texas   | House show | |       |
| 24                                | Thunderbolt Patterson | 4     | 15 ottobre 1970   | 35     | Amarillo, Texas   | House show | |       |
| 25                                | Dory Funk             | 6     | 19 novembre 1970  | 76     | Amarillo, Texas   | House show | |       |
| 26                                | Mr. Wrestling         | 1     | 3 febbraio 1971   | 21     | Lubbock, Texas    | House show | |       |
| 27                                | Dory Funk             | 7     | 24 febbraio 1971  | 104    | Amarillo, Texas   | House show | |       |
| —                                 | Vacante               | —     | 8 giugno 1971     | —      | —                 | —          | Il titolo fu reso vacante per motivi non noti. |       |
| Storia del titolo non documentata |                       |       |                   |        |                   |            | |       |
| 28                                | Dick Murdoch          | 2     | 1 febbraio 1972   | 48     | --                | House show | |       |
| 29                                | Ricky Romero          | 1     | 20 marzo 1972     | 7      | El Paso, Texas    | House show | |       |
| 30                                | Bobby Duncum          | 1     | 27 marzo 1972     | 9      | El Paso, Texas    | House show | Duncum perse un incontro titolato contro Ricky Romero il 3 aprile 1972, ma il cambio di titolo fu riconosciuto solo a El Paso.                                                                                                   |       |
| 31                                | Pak Song              | 1     | 5 aprile 1972     | 1      | Lubbock, Texas    | House show | |       |
| 32                                | Bobby Duncum          | 2     | 6 aprile 1972     | 41     | Amarillo, Texas   | House show | |       |
| 33                                | Ray Hunter            | 1     | 17 maggio 1972    | 1      | Lubbock, Texas    | House show | |       |
| 34                                | Dick Murdoch          | 3     | 18 maggio 1972    | 56     | Amarillo, Texas   | House show | Murdoch perse un incontro titolato contro Pak Song il 3 luglio 1972, ma il cambio di titolo fu riconosciuto solo ad Abilene. Successivamente Murdoch sconfisse Pak il 31 luglio 1972 per essere riconosciuto campione ad Abilene |       |
| 35                                | Terry Funk            | 1     | 13 luglio 1972    | --     | Amarillo, Texas   | House show | Funk sconfisse Murdoch il 7 agosto 1972 per essere riconosciuto campione anche ad Abilene. |       |
| 36                                | Ciclòn Negro          | 1     | ottobre 1972      | --     | --                | House show | |       |
| 37                                | Ricky Romero          | 2     | 4 ottobre 1973    | 28     | Amarillo, Texas   | House show | |       |
| 38                                | Killer Karl Krupp     | 1     | 1 novembre 1973   | 42     | Amarillo, Texas   | House show | |       |
| 39                                | Killer Karl Kox       | 2     | 13 dicembre 1973  | 140    | Amarillo, Texas   | House show | |       |
| 40                                | Dick Murdoch          | 4     | 2 maggio 1974     | 7      | --                | House show | |       |
| —                                 | Vacante               | —     | 9 maggio 1974     | —      | —                 | —          | Il titolo fu reso vacante per motivi non noti. |       |
| 41                                | Mark Lewin            | 1     | 16 agosto 1974    | 11     | Abilene, Texas    | House show | Vincendo un torneo per riassegnare il titolo vacante. |       |
| 42                                | Siegfried Stanke      | 1     | 27 agosto 1974    | 38     | Odessa, Texas     | House show | |       |
| 43                                | Jim Dillon            | 1     | 4 ottobre 1974    | --     | Abilene, Texas    | House show | |       |
| Storia del titolo non documentata |                       |       |                   |        |                   |            | |       |
| 44                                | Killer Karl Kox       | 3     | 26 dicembre 1974  | --     | --                | House show | |       |
| 45                                | Karl Von Steiger      | 1     | aprile 1975       | --     | --                | House show | |       |
| 46                                | Scott Casey           | 1     | 17 aprile 1975    | 20     | Amarillo, Texas   | House show | |       |
| 47                                | Bobby Jaggers         | 1     | 7 maggio 1975     | --     | Lubbock, Texas    | House show | |       |
| Storia del titolo non documentata |                       |       |                   |        |                   |            | |       |
| 48                                | Ray Stevens           | 1     | 30 giugno 1975    | 30     | --                | House show | |       |
| 49                                | Johnny Starr          | 1     | 30 luglio 1975    | 7      | Lubbock, Texas    | House show | Vincendo il titolo d'ufficio quando Stevens non si presentò a una difesa titolata. Stevens continuò ad essere riconosciuto campione ad Amarillo.                                                                                 |       |
| 50                                | Ray Stevens           | 2     | 6 agosto 1975     | 22     | Amarillo, Texas   | House show | |       |
| 51                                | The Lawman            | 5     | 28 agosto 1975    | 21     | Amarillo, Texas   | House show | |       |
| 52                                | Ray Stevens           | 3     | 18 settembre 1975 | --     | Amarillo, Texas   | House show | |       |
| Storia del titolo non documentata |                       |       |                   |        |                   |            | |       |
| 53                                | Hank James            | 1     | aprile 1976       | --     | --                | House show | |       |
| Storia del titolo non documentata |                       |       |                   |        |                   |            | |       |
| 54                                | Dennis Stamp          | 1     | 7 luglio 1976     | 58     | --                | House show | |       |
| 55                                | Dory Funk Jr.         | 1     | 3 settembre 1976  | 6      | Lubbock, Texas    | House show | |       |
| 56                                | Dennis Stamp          | 2     | 9 settembre 1976  | 21     | Lubbock, Texas    | House show | |       |
| 57                                | Dory Funk Jr.         | 2     | 30 settembre 1976 | 57     | Amarillo, Texas   | House show | |       |
| 58                                | Dennis Stamp          | 3     | 26 novembre 1976  | --     | Lubbock, Texas    | House show | |       |
| Storia del titolo non documentata |                       |       |                   |        |                   |            | |       |
| 59                                | Dennis Stamp          | 4     | 4 marzo 1977      | 12     | --                | House show | |       |
| 60                                | Ciclòn Negro          | 3     | 17 marzo 1977     | 311    | --                | House show | |       |
| 61                                | Terry Funk            | 3     | 14 ottobre 1977   | --     | Lubbock, Texas    | House show | |       |
| 62                                | Ciclòn Negro          | 4     | ottobre 1977      | --     | --                | House show | |       |
| 63                                | Terry Funk            | 4     | 20 ottobre 1977   | 238    | Amarillo, Texas   | House show | |       |
| 64                                | Mr. Pogo              | 1     | 15 giugno 1978    | --     | Amarillo, Texas   | House show | |       |
| Storia del titolo non documentata |                       |       |                   |        |                   |            | |       |
| 65                                | El Mongol             | 1     | giugno 1979       | --     | --                | House show | |       |
| 66                                | Dick Murdoch          | 5     | 17 agosto 1979    | --     | Lubbock, Texas    | House show | |       |
| Storia del titolo non documentata |                       |       |                   |        |                   |            | |       |
| 67                                | Toru Tanaka           | 1     | 14 aprile 1980    | --     | Fort Worth, Texas | House show | |       |
| Storia del titolo non documentata |                       |       |                   |        |                   |            | |       |
| 68                                | Bruiser Brody         | 1     | 1980              | --     | --                | House show | |       |
| Storia del titolo non documentata |                       |       |                   |        |                   |            | |       |
| 69                                | Stan Stasiak          | 1     | 7 agosto 1980     | --     | Amarillo, Texas   | House show | |       |
| Storia del titolo non documentata |                       |       |                   |        |                   |            | |       |
| 70                                | Don Fargo             | 1     | 27 agosto 1981    | --     | --                | House show | |       |
| —                                 | Disattivato           | —     | 1981              | —      | —                 | —          | Il titolo fu disattivato con la chiusura della federazione. |       |